# Santa Camèla
Santa Camelle (en francès Sainte-Camelle) és un municipi de França de la regió d'Occitània, al departament de l'Aude